# Lac d'Antermoia
Le lac d'Antermoia  (en italien : lago d'Antermoia) est un lac d'origine glaciaire appartenant au territoire administratif de la commune de Mazzin, dans le groupe du Catinaccio, appartenant au massif des Dolomites. Le lac est situé près du refuge Antermoia, un arrêt de la Via Alpina.

## Morphologie
Au cours de la glaciation, la vallée d'Antermoia, au pied du Catinaccio d'Antermoia, au moment de sa formation, était façonnée par un glacier dont la langue se terminait près du lac. Le bassin est donc d'origine glaciaire, mais contrairement à de nombreux lacs de même origine qui s'assèchent pendant la saison estivale, s'ajoute au régime d'alimentation du lac les petites sources de Ruf de Antermoia qui se déversent dans le lac principalement sous terre. Il sort également en tant qu'émissaire pour aller rejoindre, au kilomètre suivant, le Ruf de Udai.

## Accès
Il existe différentes voies d'accès au lac d'Antermoia :
- Depuis Pera, à travers le val del Vajolet et du passo Antermoia. Il faut emprunter les sentiers 546 et 584 ;
- Depuis Pera, à travers le val Uda, en empruntant les sentiers 579 et 580 ;
- Depuis Mazzin, par la vallée Udai, en suivant le sentier 580 ;
- Depuis Fontanazzo di Sotto, par la vallée de Dona, sentiers 577-580 ;
- Depuis Campitello di Fassa, par la vallée Duròn, le passo delle Ciaregole et le passo di Dona, sentiers 578-580 ;
- Depuis l'Alpe de Siusi en passant au passo Tires puis au passo Duròn, au passo delle Ciaregole et au passo di Dona (2 516 m).